# Анора
«Ано́ра» (англ. Anora) — американська комедійна драма 2024 року, знята режисером Шоном Бейкером за власним сценарієм. У фільмі розповідається про бруклінську стриптизерку Анору, яка закохується в сина російського олігарха й одружується з ним. Його батьки, дізнавшись про шлюб, намагаються примусити молодят до його анулювання. Головну роль у стрічці виконала американська акторка Майкі Медісон. Також у фільмі знялися російські актори Марк Ейдельштейн, Юрій Борисов, Олексій Серебряков і Дар'я Єкамасова та вірменські актори Карен Карагулян і Ваче Товмасян.
Прем'єра фільму відбулася 21 травня 2024 року в рамках 77-го Каннського кінофестивалю, де він отримав головний приз «Золоту пальмову гілку». В обмежений прокат «Анора» вийшла 18 жовтня 2024 року. Стрічку високо оцінила кінокритика, а Національна рада кінокритиків США і Американський інститут кіномистецтва назвав її одним із 10 найкращих фільмів 2024 року. Окрім того, фільм був відзначений у межах численних кінопремій, зокрема, отримавши п'ять номінацій на «Золотий глобус» і сім номінацій на BAFTA. Також «Анору» номінували в шести категоріях премії «Оскар», в п'яти з яких вона зрештою перемогла — зокрема як «Найкращий фільм року».
Фільм зазнав критики з боку українських оглядачів — зокрема через низку російських персонажів, а також через акторів-росіян, що їх грають, які публічно не засудили російське вторгнення в Україну 2022 року. Окрім того, журналісти відзначили, що Ейдельштейн і Борисов до «Анори» грали в російських стрічках, знятих в окупованому Криму, а після її успіху продовжили працювати в себе на батьківщині, отримуючи головні ролі в майбутніх фільмах.

## Сюжет
Головна героїня фільму Анора (Ені) Міхєєва — молода стриптизерка, яка живе на Брайтон-Біч, у російськомовній частині Брукліна. Вона танцює в фешенебельному стриптиз-клубі на Мангеттені, де знайомиться з російським відвідувачем Ванею, розпусним і незрілим сином російського олігарха Миколи Захарова. Ваня приїхав до Америки вчитися, але вважає за краще веселитися і грати у відеоігри в сімейному маєтку. За ним доглядають його хрещений батько, священик вірменської апостольської церкви Торос і його підручні Гарнік та Ігор.
Ваня наймає Ені для кількох сексуальних зустрічей, потім прив'язується до неї і наймає на тиждень за 15 тисяч доларів, що стає початком бурхливого роману. Під час поїздки в Лас-Вегас Ваня просить Ені стати його дружиною, щоб він зміг залишитися в США і не повертатися в Росію працювати на батька. Спочатку вона налаштована скептично, але Ваня наполягає, що його любов щира, і в маленькій весільній каплиці у Вегасі пара вінчається. Ені залишає проституцію, з головою поринаючи в роль відданої дружини, але Ваня залишається інфантильним і легковажним.
Владна мати Вані Галина дізнається про весілля із соцмереж і наказує Торосу домогтися анулювання шлюбу, а сама вилітає з чоловіком до Америки. Гарнік та Ігор приходять у маєток Захарових і повідомляють Вані, що батьки заберуть його в Росію. Він тікає, залишаючи Ені розбиратися з наслідками. Та чинить опір Гарніку та Ігорю, але врешті її зв'язують. Торос пояснює, що у Вані немає особистого майна, яке можна було б розділити, і пропонує Ені 10 тисяч доларів за згоду на анулювання шлюбу. Та наполягає, що шлюб укладено з любові, але неохоче погоджується допомогти Торосу знайти Ваню. Торос відбирає в неї подарунок Вані — обручку з діамантом у 4 карати.
Більшу частину ночі герої шукають Ваню по всьому Брукліну. Ені застає чоловіка у стриптиз-клубі, де колись виступала. Вона відчайдушно намагається пояснити Вані ситуацію, але той надто п'яний, щоби зрозуміти її. Дізнавшись, що шлюб може бути анульований тільки в Неваді, Галина, яка щойно приземлилася в Нью-Йорку разом із чоловіком, наказує всім летіти в Лас-Вегас.
Ені намагається виправдатися перед батьками Вані і врятувати свій шлюб, але Галина лишається байдужою і демонструє їй своє презирство. Ваня поступається батькам. Ені, яка не підписувала шлюбний контракт, погрожує примусити чоловіка до тривалого шлюборозлучного процесу, але Галина у відповідь обіцяє зруйнувати її життя. Ені здається і погоджується на анулювання шлюбу. Після підписання паперів Ігор пропонує Вані вибачитися перед колишньою дружиною, але Галина наполягає, що її син ні перед ким не вибачатиметься, «особливо перед ескортницею». Ені заявляє перед відходом, що Ваня одружився з повією тільки з ненависті до матері.
Ігор відвозить Ені назад у бруклінський маєток, щоб вона могла забрати свої речі. Удвох вони проводять там ніч за переглядом телевізора. Вранці Ігор віддає Ені обіцяні Торосом гроші і відвозить її додому. Перед розставанням він повертає Ені обручку. Вона ініціює секс з Ігорем, але відштовхує його, коли він намагається її поцілувати, і починає ридати в його обіймах.

## У ролях

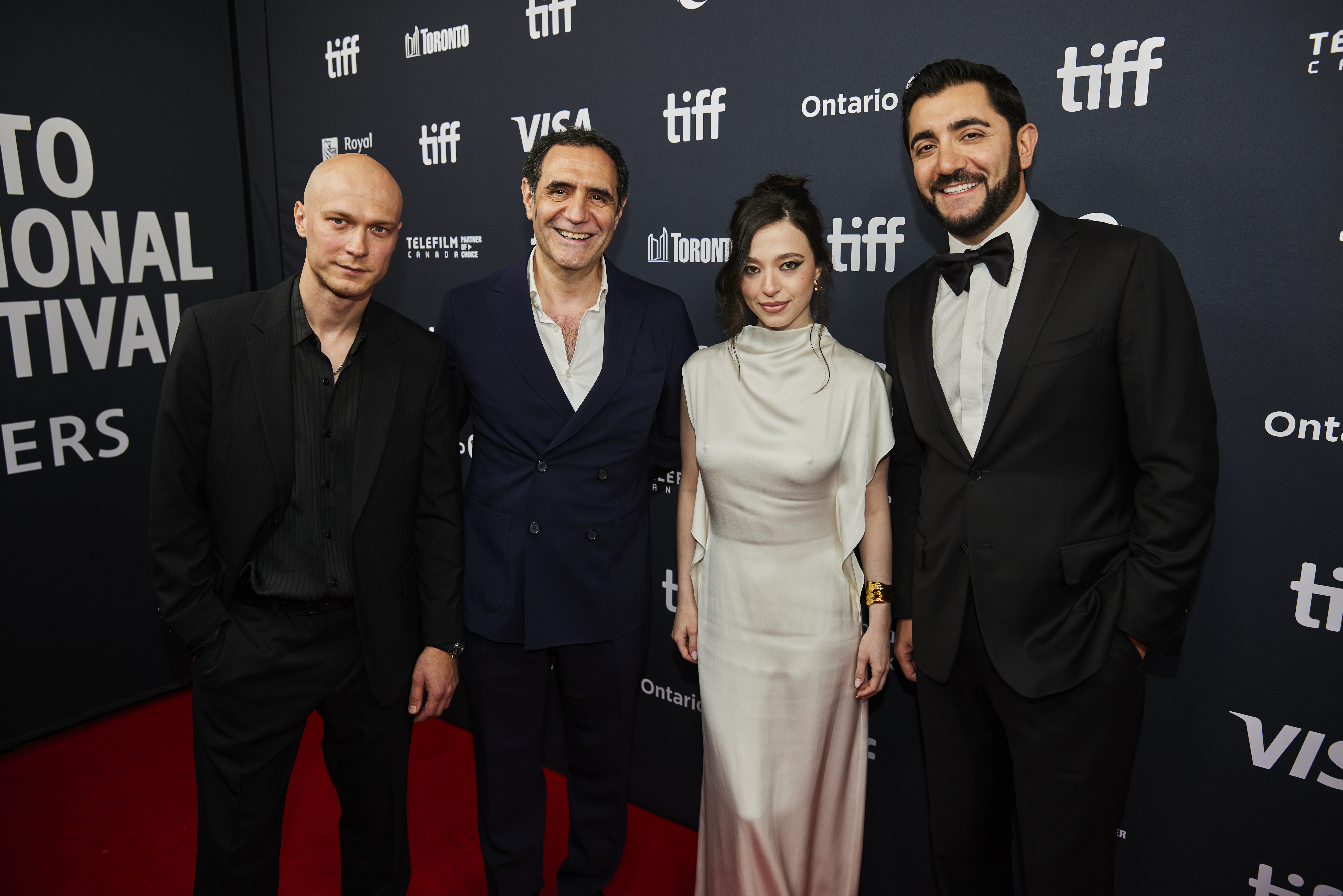
Актори фільму на кінофестивалі в Торонто

- Майкі Медісон — Анора (Ені) Міхєєва
- Марк Ейдельштейн — Іван (Ваня) Захаров
- Юрій Борисов — Ігор
- Карен Карагулян — Торос
- Ваче Товмасян — Гарнік
- Олексій Серебряков — Микола Захаров, батько Вані
- Дар'я Єкамасова — Галина Захарова, мати Вані
- Луна Софія Міранда — Лулу
- Ліндсі Нормінгтон — Даймонд

## Створення
Режисер «Анори» Шон Бейкер звернув увагу на акторку Майкі Медісон, побачивши її у фільмах «Одного разу в Голлівуді» (2019) та «Крик» (2022). Зрештою він написав головну роль спеціально для неї та взяв акторку в стрічку без прослуховування. Готуючись до ролі, Медісон опанувала російську мову та бруклінський акцент. Окрім того, вона відвідувала справжні стриптиз-клуби та практикувала екзотичні танці. Вже в процесі фільмування акторка кілька разів підвернула щиколотку через надвисокі підбори головної героїні, а також отримала шрам на животі під час сцени бійки в маєтку. Героїню акторки в багатьох медіа помилково нарекли американкою узбецького походження; однак, за словами Бейкера, Анора є етнічною росіянкою, батьки якої походять з однієї з пострадянських країн.
Зйомки фільму відбувалися впродовж 40 днів на початку 2023 року в Брукліні, Нью-Йорк. Окремі сцени також знімали в Palms Casino Resort і на Фрімонт-стріт в Лас-Вегасі. Операторська постановка стрічки здебільшого була натхнена кримінальними драмами 1970-х, дія яких відбувається в Нью-Йорку, зокрема фільмами «Французький зв'язковий» і «Захоплення Пелама 1-2-3». Сцени в маєтку Захарових знімалися в розташованому в районі Мілл-Бейсін особняку, який колись належав російському олігарху Василю Анісімову. Бейкер дізнався про нього завдяки пошуку Google, куди він ввів запит «найбільший і найкращий особняк у Брайтон-Біч».
На пресконференції в Каннах Майкі Медісон заявила, що Шон Бейкер і його дружина Саманта Куан, що також продюсувала стрічки, розігрували між собою різні сексуальні пози, аби продемонструвати акторам, що вони хочуть від них побачити. Медісон запропонували координатора інтимної близькості, але вона відмовилися, сказавши: «Оскільки в мене вже вибудувалися досить приємні стосунки з ними обома протягом року, мені здавалося, що саме так буде найкомфортніше, і в підсумку все вийшло ідеально».
Саундтрек фільму включає композицію Робіна Шульца «Greatest Day» в обробці від Take That і пісню «All the Things She Said» російського дуету t.A.T.u. Медісон також розповіла, що її подруга склала для неї «плейлист стриптизерки», який мав допомогти акторці увійти в роль. Він, зокрема, містив пісні таких виконавців, як Cardi B, Megan Thee Stallion і Slayyyter.

## Прем'єра та прокат
Прем'єра «Анори» відбулася 21 травня 2024 року на Каннському кінофестивалі. Наприкінці показу в залі лунали 10-хвилинні овації. Права на всесвітню дистрибуцію фільму в жовтні 2023 року придбала компанія FilmNation Entertainment, яка потім продала їх компаніям Le Pacte для Франції, Lev для Ізраїлю, Kismet для Австралії та Нової Зеландії та Focus Features — для решти світу, за винятком Північної Америки. У листопаді 2023 року права на розповсюдження стрічки в Північній Америці придбала компанія Neon. Вихід «Анори» в обмежений прокат у США відбувся 18 жовтня 2024 року.
«Анору» також демонстрували на низці інших кінофестивалів, зокрема в Торонто, Нью-Йорку, Сан-Себастьяні, Пусані, Лондоні та Римі. Прем'єра фільму на цифрових платформах відбулася 17 грудня 2024 року.

## Сприйняття

### Відгуки критики
На сайті-агрегаторі рецензій Rotten Tomatoes стверджується, що 93 % з 330 критичних відгуків на фільм були позитивними, а їхня середня оцінка складає 8,5/10. Консенсус порталу щодо стрічки такий: «Чергова чудова хроніка про американців, що прагнуть більшого, від сценариста та режисера Шона Бейкера, доповнена блискучою грою Майкі Медісон. „Анора“ — це романтична драма на краю кровоточивої прірви». На сайті Metacritic, де використовується середньозважена оцінка, фільм отримав 91 бал зі 100; такий показник, що спирається на 62 критичних відгуки, свідчить про «загальне визнання» стрічки. Ґрета Ґервіґ, голова журі 77-го Каннського кінофестивалю, так висловилася про фільм: «Ми всі разом відчули, що саме [Анора] була тим, що змогло захопити нас, зворушити нас. Фільм був водночас і новим, і таким, що перегукувався зі старими формами кінематографу. У ньому було щось, що нагадало класичні структури Любіча чи Говарда Гоукса, а потім він зробив щось абсолютно правдиве та несподіване».
Річард Лоусон із Vanity Fair гадає, що «Анору» можна одночасно розцінювати і як «галасливий фільм-погоню», і як «тиху драму». На його думку, історія стрічки здебільшого фокусується на «жінці маргіналізованого заняття, яка постійно відстоює свою особистість серед людей, що не сприймають її як щось більше за концепцію чи декорацію». Оглядач відзначив акторську гру Медісон, яка «зберігає жвавість, навіть коли сюжет і діалоги Бейкера починають повторюватися», а аналізуючи фільм — зокрема його фінальну сцену, — він припустив, що режисер радше прагнув викликати в глядачів співчуття до всіх людей у проституції, аніж критикувати їх, зображаючи їх у поганому світлі. Кінокритик The New Yorker Річард Броуді натомість, хоча й відзначив художню цінність «Анори», зауважив, що Бейкер як продюсер не дає повноцінно розкритися своїм героям. На його думку, навіть попри захопливі акторські роботи, персонажі стрічки сприймаються лише як елементи сценарію, а не окремі особистості. Загалом оглядач похвалив фільм за автентчиний підхід режисера, але розкритикував його недостатню емоційну глибину та відсутність спонтанності в діях і репліках героїв.

### Нагороди
25 травня 2024 року «Анору» відзначили головною нагородою Каннського кінофестивалю — «Золотою пальмовою гілкою». Стрічка стала п'ятою поспіль володаркою премії, розповсюдженням якої в США опікувалася кінокомпанія Neon. Серед попередніх переможців дистриб'ютора — «Паразити» (2019), які згодом отримали премію «Оскар» за найкращий фільм, «Титан» (2021), «Трикутник смутку» (2022), номінований на «Оскар» за найкращий фільм, та «Анатомія падіння» (2023), також номінована на «Оскар» за найкращий фільм. Окрім того, «Анора» стала першою після «Древа життя» (2011) американською стрічкою, що тріумфувала на фестивалі в Каннах.
Під час нагородного сезону «Анора» удостоїлася шести номінацій на премію «Оскар», п'яти — на «Золотий глобус», і семи — на BAFTA; Бейкер, Медісон і Борисов були номіновані на кожну з них. В рамках кінопремії «Вибір критиків» стрічку номінували в шести категоріях; зрештою вона перемогла в одній із них, отримавши нагороду за «Накращий фільм». Також «Анору» визнали найкращим повнометражним фільмом року на Премії Продюсерської гільдії Америки, а на Премії Режисерської гільдії Америки Шон Бейкер отримав приз за найкращу режисуру. Національна рада кінокритиків США та Американський інститут кіномистецтва внесли «Анору» до своїх списків десяти найкращих фільмів 2024 року. У березні 2025 року фільм здобув 5 статуеток премії «Оскар», зокрема у категоріях «Найкращий фільм», «Найкращий режисер», «Найкраща акторка» тощо.

### Українська реакція
Попри критичний успіх за кордоном, «Анора» зазнала критики з боку українських медіа. Зокрема журналісти відзначили, що саме 25 травня, коли актори та режисер фільму отримували «Золоту пальмову гілку» в Каннах, російська армія нанесла низку авіаударів по цивільних об'єктах Харкова. Окрім того, у пресі звернули на увагу на російського актора Юрія Борисова, що виконав у фільмі одну з основних ролей і був номінований на премію в рамках багатьох церемоній. До того він зіграв у російських пропагандистських стрічках «Т-34» (2018) та «Калашніков» (2020), остання з яких частково знімалася в окупованому Росією Криму, а 2025 року в російський прокат має вийти фільм «Пророк. Історія Олександра Пушкіна», в якому Борисов гратиме головну роль. Попри те, що актор підписав лист Спілки кінематографістів Росії із закликом припинити російське вторгнення в Україну, надалі він ніяк не висловлювався про поточний конфлікт. Марк Ейдельштейн, що так само публічно не засуджував російську агресію, до «Анори» був відомий завдяки російській драмі «Країна Саша» (2022), яка теж частково знімалася на окупованому півострові, а після — отримав головну роль в майбутній екранізації російської казки про Буратіно.
Серед закордонних журналістів, що згадали про російських акторів стрічки та про їхню неоднозначну позицію щодо російсько-української війни — Ліам Келлі, один із авторів британського The Telegraph. Він, окрім того, дорікнув західним медіа, які не ставили Борисову й Ейдельштейну питань про збройний конфлікт у своїх інтерв'ю та загалом уникали воєнної теми в своїх публікаціях, присвячених «Анорі». На думку дописувача, таке замовчування конфлікту журналістами, з одного боку, можна зрозуміти, якщо припустити, що акторам або їхнім рідним може загрожувати небезпека на батьківщині через їхні відверті слова, а з іншого — вона шокує, враховуючи значну підтримку України Заходом і міжнародну ізоляцію Російської Федерації.
На думку Катерини Сліпченко (Zaxid.net), родина нареченого в «Анорі» могла б бути будь-якої національності, проте режисер зробив їх саме росіянами та «господарями життя, яким підкорюються вірмени та перед якими зашукують американці». Оглядачка додала, що найбільшим недоліком фільму для неї стала не стільки присутність у ньому російських акторів, що досі продовжують будувати кар'єру на батьківщині, скільки «гопнік Ігор» — герой Юрія Борисова, що уособлює «ніжну та незбагненну російська душу у тілі бандита». Загалом Сліпченко розкритикувала Каннський кінофестиваль за те, що до його конкурсної програми потрапив такий «абсолютно комерційний фільм, звичайна собі напівкримінальна комедія» та що з-поміж усіх достойних конкурсантів журі віддало головний приз саме йому. Лідія Новоселецька з журналу «Фокус» навела «Анору» та її успіх у рамках кінопремій як один із доказів того, що позиція «культурного Заходу», який з 24 лютого 2022 року підтримував Україну та відмовлявся співпрацювати з російськими митцями, стала поступово пом'якшуватися.
Дмитро Десятерик з «Детектора медіа», хоча й відзначив особливий режисерський стиль Бейкера й акторську гру Медісон, так само висловив здивування щодо тріумфу стрічки в Каннах. На його думку, «Анора» — «традиційно-мелодраматичний, ще й нерівний за якістю переспів „Попелюшки“». Кінокритик звинуватив режисера в черговій легітимізації держави-агресорки шляхом кастингу російських акторів у стрічку. Окрім того, він дорікнув Бейкеру щодо присутності в сюжеті «хорошого росіянина Ігора» у виконанні Борисова — хоча родина Захарових, з іншого боку, все ж була зображена як «безумовні потвори» та «злісна, дріб'язкова, розбещена потолоч». Дмитро зрештою припустив, що режисер просто вирішив використати типовий для американського кіно стереотип, яким є «жорстокий, але широкий душею лиходій з далекої, оповитої снігами й таємницями північно-східної країни».
Окремої критики серед українських журналістів і кіномитців зазнала 97-ма церемонія вручення премії «Оскар», де «Анора» здобула велику кількість нагород, зокрема перемігши в категорії «Найкращий фільм». Так, серед української кіно- та медіаспільнота негативно на перемогу фільму відреагували режисерка та письменниця Ірина Цілик, сценаристка та режисерка Саша Рубан, оглядачки «Детектора медіа» Лєна Чиченіна та Катерина Городнича та телеведуча Ілона Довгань. На думку журналістки Яни Панюшкіної, стрічка Бейкера «діє як своєрідна „культурна“ дипломатія, нормалізуючи образ російських олігархів серед західної аудиторії».